# Crambus sectitermina
Crambus sectitermina là một loài bướm đêm trong họ Crambidae.